# Municipio de Auglaize (condado de Camden)
El municipio de Auglaize (en inglés: Auglaize Township) es un municipio ubicado en el condado de Camden en el estado estadounidense de Misuri. En el año 2010 tenía una población de 2444 habitantes y una densidad poblacional de 7,69 personas por km².

## Geografía
El municipio de Auglaize se encuentra ubicado en las coordenadas 37°54′13″N 92°30′47″O / 37.90361, -92.51306. Según la Oficina del Censo de los Estados Unidos, el municipio tiene una superficie total de 317.99 km², de la cual 317,71 km² corresponden a tierra firme y (0,09 %) 0,28 km² es agua.

## Demografía
Según el censo de 2010, había 2444 personas residiendo en el municipio de Auglaize. La densidad de población era de 7,69 hab./km². De los 2444 habitantes, el municipio de Auglaize estaba compuesto por el 98,12 % blancos, el 0,25 % eran amerindios, el 0,16 % eran asiáticos, el 0,16 % eran de otras razas y el 1,31 % eran de una mezcla de razas. Del total de la población el 1,1 % eran hispanos o latinos de cualquier raza.